# Le Lapin à la berlinoise
Pour plus de détails, voir Fiche technique et Distribution.
Le Lapin à la berlinoise (en polonais Królik po berlińsku, en allemand Mauerhase) est un court métrage documentaire polono-allemand réalisé par Bartosz Konopka en 2009, nommé aux Oscars 2010.

## Synopsis
Le film raconte l'histoire de milliers de lapins vivant pendant 28 ans dans le no man's land du mur de Berlin. Au début les animaux s'habituent à la vie entre les murs, ensuite ils mènent une existence sans soucis dans ce qui peut paraître « le paradis des lapins » et finalement après la chute du mur, ils sont partiellement exterminés et doivent faire face à la nouvelle réalité.

## Récompenses
- Hot Docs Canadian International Documentary Festival (Toronto, Canada)
  - Bartosz Konopka dans la catégorie meilleur court métrage documentaire (2009)
- Planete Doc Review (Varsovie, Pologne)
  - Bartosz Konopka remporte le concours Nagroda Magicznej Godziny (Prix de l'heure magique) (2009)
- Festival du film de Cracovie (Cracovie, Pologne)
  - Bartosz Konopka reçoit le Cheval d'or (2009)
- Festival du film de Cracovie (Cracovie, Pologne)
  - Anna Wydra reçoit le prix du meilleur producteur (2009)
- Festival du film documentaire (Jihlava, République tchèque)
  - Bartosz Konopka reçoit le prix Silver Eye (2009)
- Festival du film polonais (Chicago, États-Unis)
  - Bartosz Konopka reçoit le prix du public Złote Zęby (2009)